# Lola de Valencia
Lola de Valencia (fr. Lola de Valence) es un cuadro de Manet pintado en 1862.
La pintura, que se encuentra en el Museo de Orsay en París, representa a Lola de Valencia, nombre artístico de Dolores Melea, una bailarina española, estrella del ballet de Mariano Camprubí, que actuó con gran éxito en Francia en 1862-1863.
El cuadro pertenece a una serie de pinturas de Manet entre las que se incluye El cantante español, que reflejan el gusto de la época por los temas hispánicos.

## Análisis del cuadro
Se trata de un óleo sobre lienzo de 133x92cm. que representa a la bailarina momentos antes de salir a escena, entre bambalinas. Aunque fue pintado en el estudio del artista,  este añade a la derecha del cuadro al público que llena el teatro, visible a través de la abertura de las bambalinas.
La bailarina, de piel blanquísima y ojos y pelo oscuros, lleva una falda de vivos colores y una blusa y mantilla blancas, de modo que la figura resalta por contraste con la oscuridad del fondo. Este juego de claroscuro es característico de la pintura barroca española, de la que Manet era admirador. La pincelada de los brazos, las piernas y el rostro, es delicada y minuciosa, el estilo de su maestro Couture, mientras que para el estampado de la falda utiliza una pincelada rápida y gran cantidad de pintura. La bailarina tiene un brazo en jarras y sujeta con la otra mano un abanico semidesplegado, respondiendo a los tópicos del folclore español.
En la figura, en particular en las líneas de los brazos y piernas, hay una clara influencia de los retratos de mujeres que Goya pintó a principios del siglo XIX.

## Acogida y críticas
Manet presentó esta pintura en una exposición individual en la galería Louis Martinet, en el Boulevard des Italiens, junto con otras obras como Música en los jardines de las Tullerías, El músico anciano y Muchacho con una espada.
Lola de valencia fue la primera obra de Manet que provocaría una desaprobación general entre los críticos de arte, escandalizados por el erotismo que sugiere la pintura, como sucedería después con obras como Desayuno sobre la hierba y Olimpia.
Delacroix, horrorizado ante las encendidas opiniones hostiles que suscitó la exposición del cuadro en la galería de Martinet, manifestó su pesar por no haber sido capaz de defenderlo convenientemente. 
Otro de los entusiastas de este cuadro fue Baudelaire, que escribió tras verlo el siguiente cuarteto:
| Lola de Valence | Lola de Valencia |
| --- | --- |
| Entre tant de beautés que partout on peut voir, Je comprends bien, amis, que le désir balance; Mais on voit scintiller en Lola de Valence Le charme inattendu d'un bijou rose et noir. lOS DESPOJOS, poema nº15 | Entre tantas beldades como por todas partes puédense ver, Yo comprendo bien, amigos, que el deseo vacile; Pero sí se ve brillar en Lola de Valencia El encanto inesperado de una joya rosada y negra. Traducción en Wikisource |

Los versos figuran en un cartel fijado al cuadro, pese a que Baudelaire había expresado su deseo de que fuesen escritos directamente sobre la pintura, en la parte inferior.
En marzo de 1863 Zacharie Astruc, amigo de Manet, compuso una serenata titulada Lola de Valence, que dedicó a la reina de España. Manet hizo para la cubierta una litografía en la que reproduce en imagen especular el busto de la bailarina del cuadro.